# Ministrowie skarbu Australii
Australijski minister skarbu (en. Treasurer of Australia) odpowiada za całokształt polityki finansowej Australii. Tradycyjnie musi być członkiem Izby Reprezentantów. W maju każdego roku zobowiązany jest do przedstawienia federalnego budżetu.

## Lista ministrów skarbu
| lata urzędowania | osoba             |
| ---------------- | ----------------- |
| 1901 – 1904      | George Turner     |
| 1904 – 1904      | Chris Watson      |
| 1904 – 1905      | George Turner     |
| 1905 – 1907      | John Forrest      |
| 1907 – 1908      | William Lyne      |
| 1908 – 1909      | Andrew Fisher     |
| 1909 – 1910      | John Forrest      |
| 1910 – 1913      | Andrew Fisher     |
| 1913 – 1914      | John Forrest      |
| 1914 – 1915      | Andrew Fisher     |
| 1915 – 1916      | William Higgs     |
| 1916 – 1917      | Alexander Poynton |
| 1917 – 1918      | John Forrest      |
| 1918 – 1920      | William Watt      |
| 1920 – 1921      | Joseph Cook       |
| 1921 – 1923      | Stanley Bruce     |
| 1923 – 1929      | Earle Page        |
| 1929 – 1930      | Ted Theodore      |
| 1930 – 1931      | James Scullin     |
| 1931 – 1932      | Ted Theodore      |
| 1932 – 1935      | Joseph Lyons      |
| 1935 – 1939      | Richard Casey     |
| 1939 – 1941      | Robert Menzies    |
| 1940 – 1940      | Percy Spender     |
| 1940 – 1941      | Arthur Fadden     |
| 1941 – 1949      | Ben Chifley       |
| 1949 – 1958      | Arthur Fadden     |
| 1958 – 1966      | Harold Holt       |
| 1966 – 1969      | William McMahon   |
| 1969 – 1971      | Les Bury          |
| 1971 – 1972      | Billy Snedden     |
| 1972 – 1972      | Gough Whitlam     |
| 1972 – 1974      | Frank Crean       |
| 1974 – 1975      | Jim Cairns        |
| 1975 – 1975      | Bill Hayden       |
| 1975 – 1977      | Philip Lynch      |
| 1977 – 1983      | John Howard       |
| 1983 – 1991      | Paul Keating      |
| 1991 – 1991      | Bob Hawke         |
| 1991 – 1991      | John Kerin        |
| 1991 – 1991      | Ralph Wills       |
| 1991 – 1993      | John Dawkins      |
| 1993 – 1996      | Ralph Wills       |
| 1996 – 2007      | Peter Costello    |
| 2007 – 2013      | Wayne Swan        |
| 2013             | Chris Bowen       |
| 2013 – 2015      | Joe Hockey        |
| 2015 – 2018      | Scott Morrison    |
| 2018 – 2022      | Josh Frydenberg   |
| od 2022          | Jim Chalmers      |